# Великие стройки коммунизма

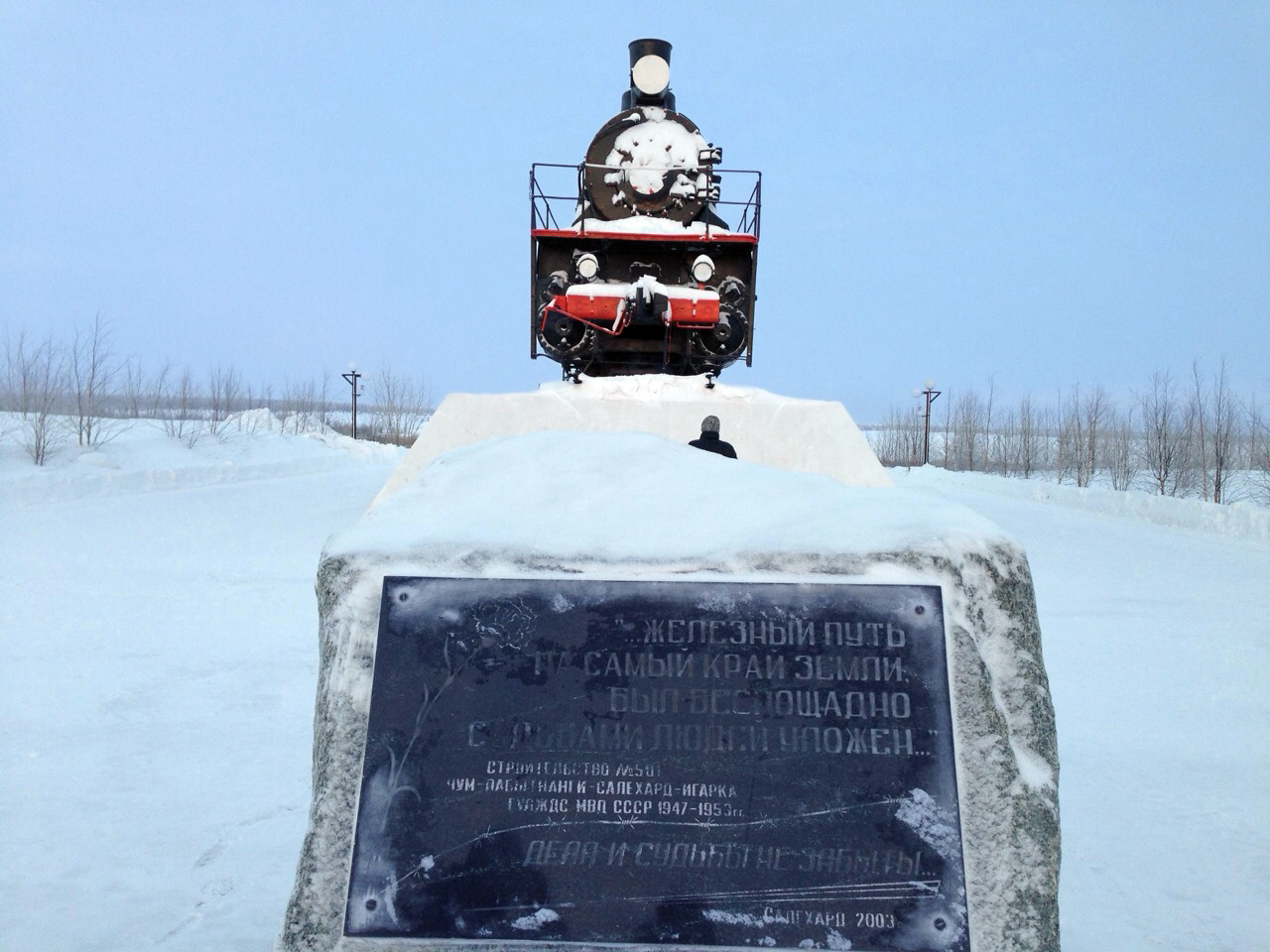
«Железный путь на самый край земли, был беспощадно судьбами людей уложен…». Посвящение на мемориале строителям 501-й стройки, вручную возводившим магистраль в жесточайших погодно-климатических условиях

Вели́кие стро́йки коммуни́зма, стро́йка коммунизма — словосочетание, которое использовалось для обозначения наиболее крупных и значимых для народного хозяйства СССР строительных проектов (мегапроектов). Часто употреблялось как идеологическое клише.

## История
По окончании Великой Отечественной войны в 1946 году был принят «Закон о пятилетнем плане восстановления и развития народного хозяйства в СССР» (Четвёртая пятилетка), а затем и ряд специальных постановлений, стимулирующих строительство и модернизацию гидротехнических сооружений.

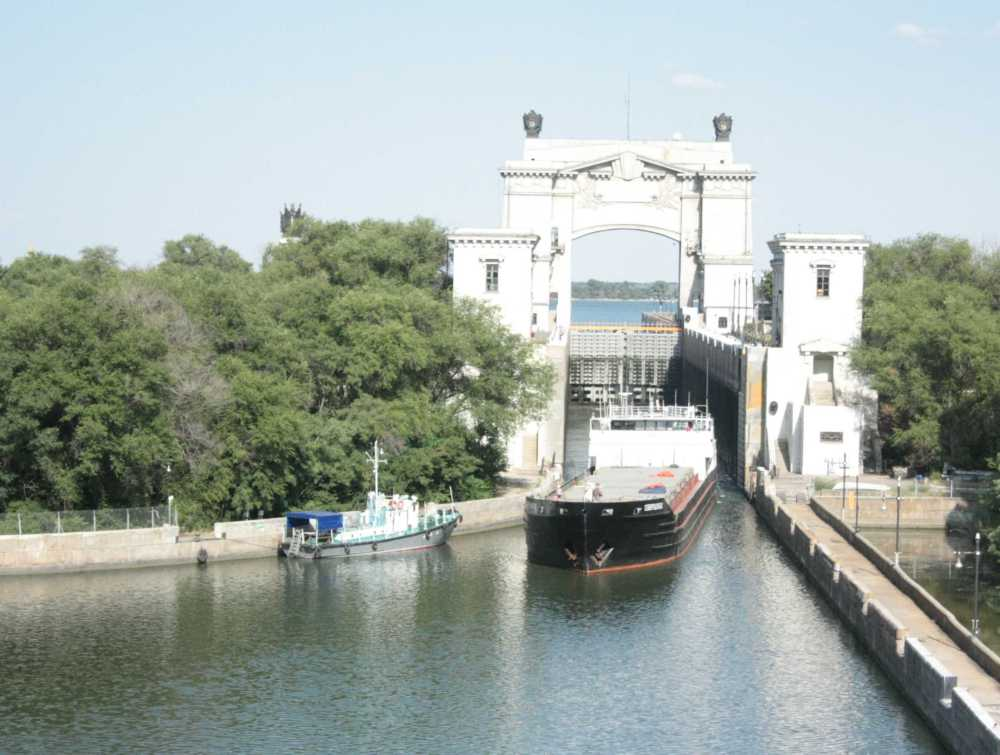
Шлюз Волго-Донского судоходного канала.

В 1947—1948 годах была разработана комплексная программа, направленная на предотвращение засух, песчаных и пыльных бурь путём строительства водоёмов, посадки лесозащитных насаждений и внедрения травопольных севооборотов в южных районах СССР (Поволжье, Западный Казахстан, Северный Кавказ, Украина). Принятое 20 октября 1948 года постановление Совета министров СССР и ЦК ВКП(б) «О плане полезащитных лесонасаждений, внедрения травопольных севооборотов, строительства прудов и водоёмов для обеспечения высоких устойчивых урожаев в степных и лесостепных районах Европейской части СССР» известно также как Сталинский план преобразования природы.
В развитие данного плана был принят ряд постановлений о строительстве и модернизации гидротехнических сооружений. К их числу относится:
- Постановление Совета министров СССР от 1950 года «О переходе на новую систему орошения в целях более полного использования орошаемых земель и улучшения механизации сельскохозяйственных работ»[2].
- Постановление Совета министров СССР от 21 августа 1950 года «О строительстве Куйбышевской гидроэлектростанции на реке Волге»[3].
- Постановление Совета министров СССР от 31 августа 1950 года «О строительстве Сталинградской гидроэлектростанции на реке Волге, об орошении и обводнении районов Прикаспия»[4].
- Постановление Совета министров СССР от 12 сентября 1950 года «О строительстве Главного Туркменского канала Аму-Дарья — Красноводск, об орошении и обводнении земель южных районов Прикаспийской равнины Западной Туркмении, низовьев Аму-Дарьи и западной части пустыни Кара-Кумы»[5].
- Постановление Совета министров СССР от 20 сентября 1950 года «О строительстве Каховской гидроэлектростанции на Днепре, Южно-Украинского канала, Северо-Крымского канала и орошения земель южных районов Украины и северных районов Крыма»[6].

Планируемая мощность Куйбышевской и Сталинградской гидроэлектростанций составляла 3,7 млн кВт, что позволяло вырабатывать в среднем 20 млрд кВт·ч, и на то время они должны были быть наибольшими станциями в мире. Планируемая мощность Каховской гидроэлектростанции планировалась в 250 тыс. кВт с выработкой электроэнергии около 1 млрд кВт·ч, Цимлянской гидроэлектростанции — мощность 160 тыс. кВт. В Западной Туркмении на планируемом Главном Туркменском канале должны были построить три гидроэлектростанции общей мощностью 100 тыс. кВт.
В 1951 году была выпущена серия почтовых марок «Великие стройки коммунизма» с изображением крупнейших гидротехнических объектов, строительство которых было запланировано в 1950 году.
Почтовые марки СССР серии «Великие стройки коммунизма»

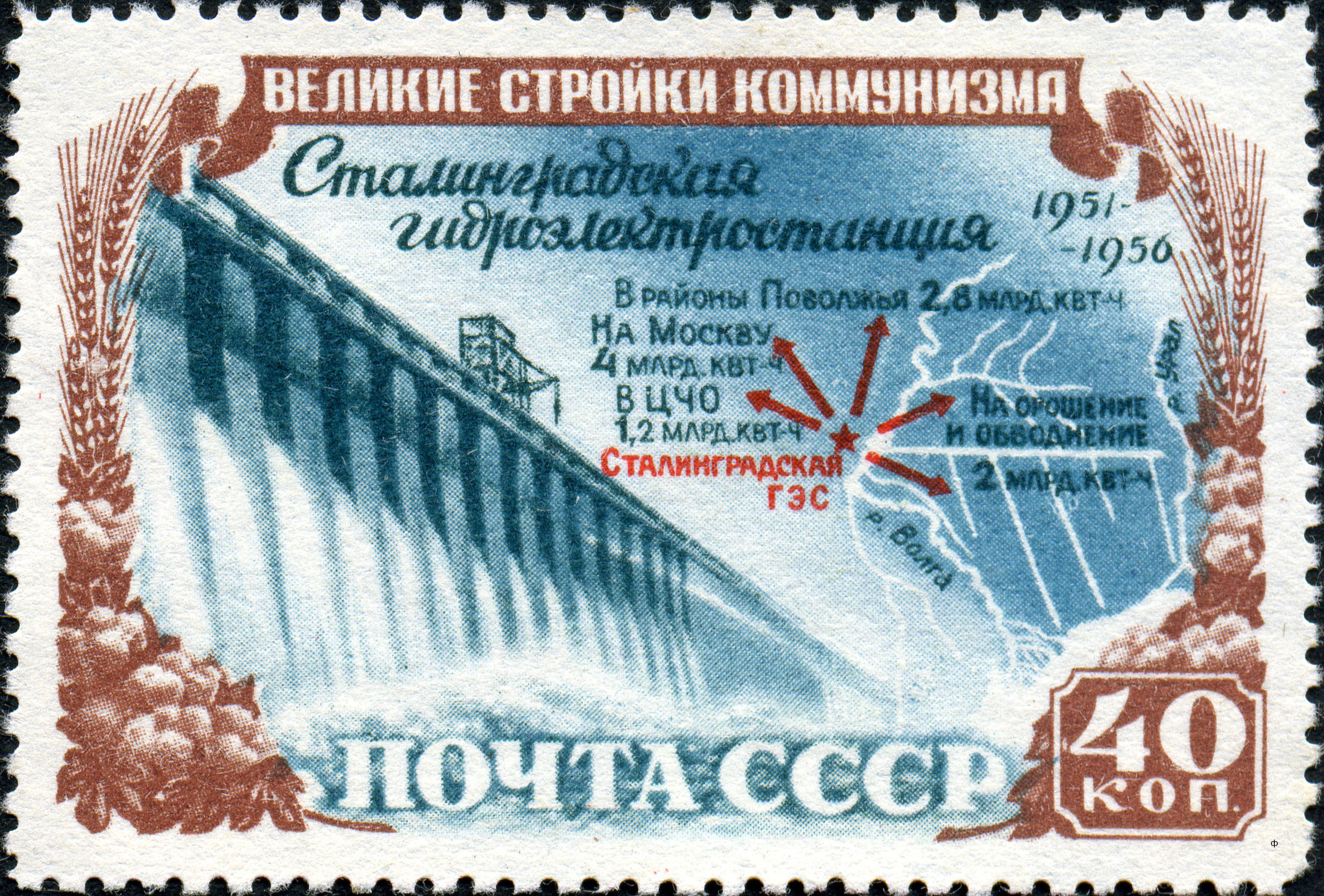
Сталинградская ГЭС
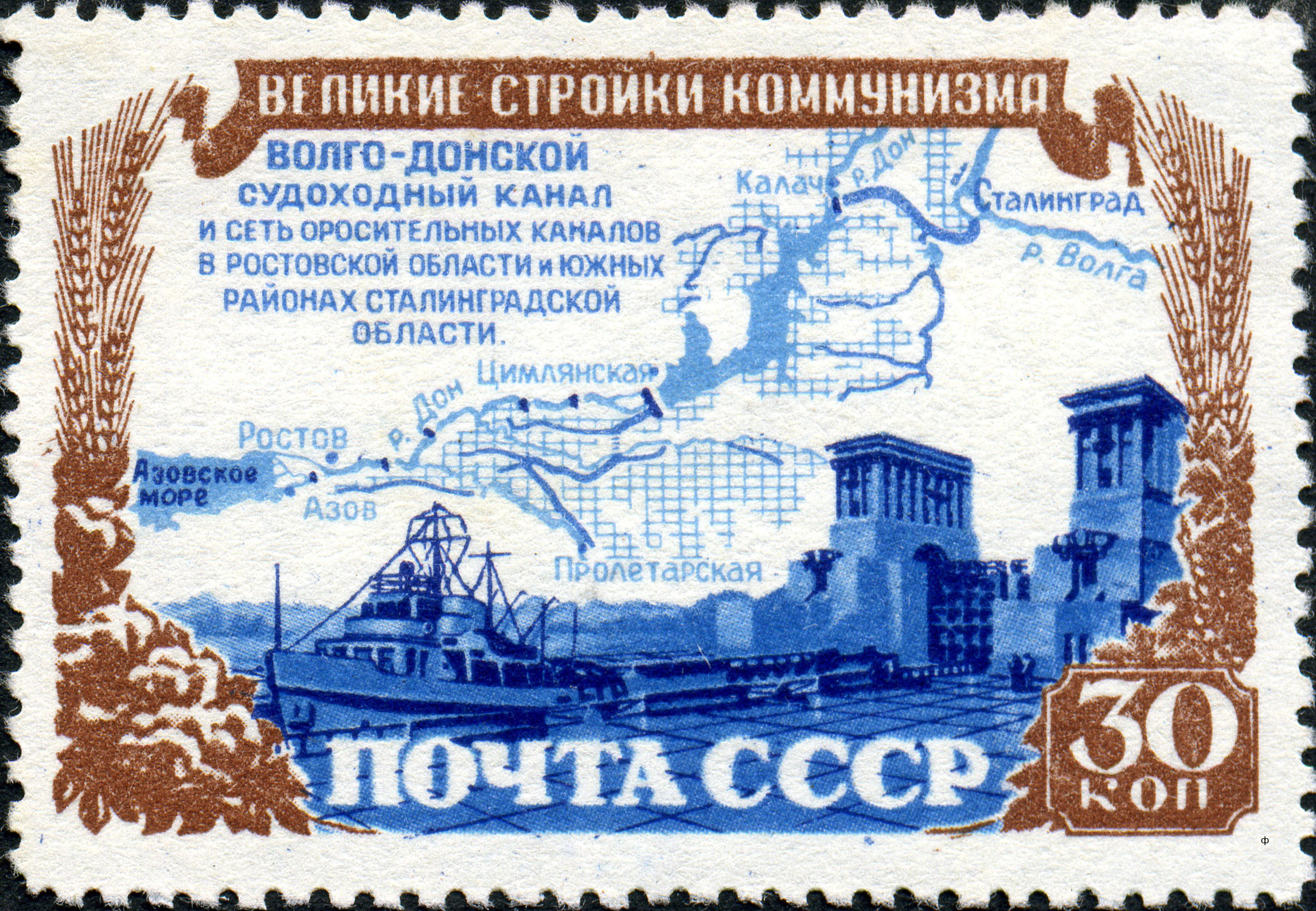
Волго-Донской канал
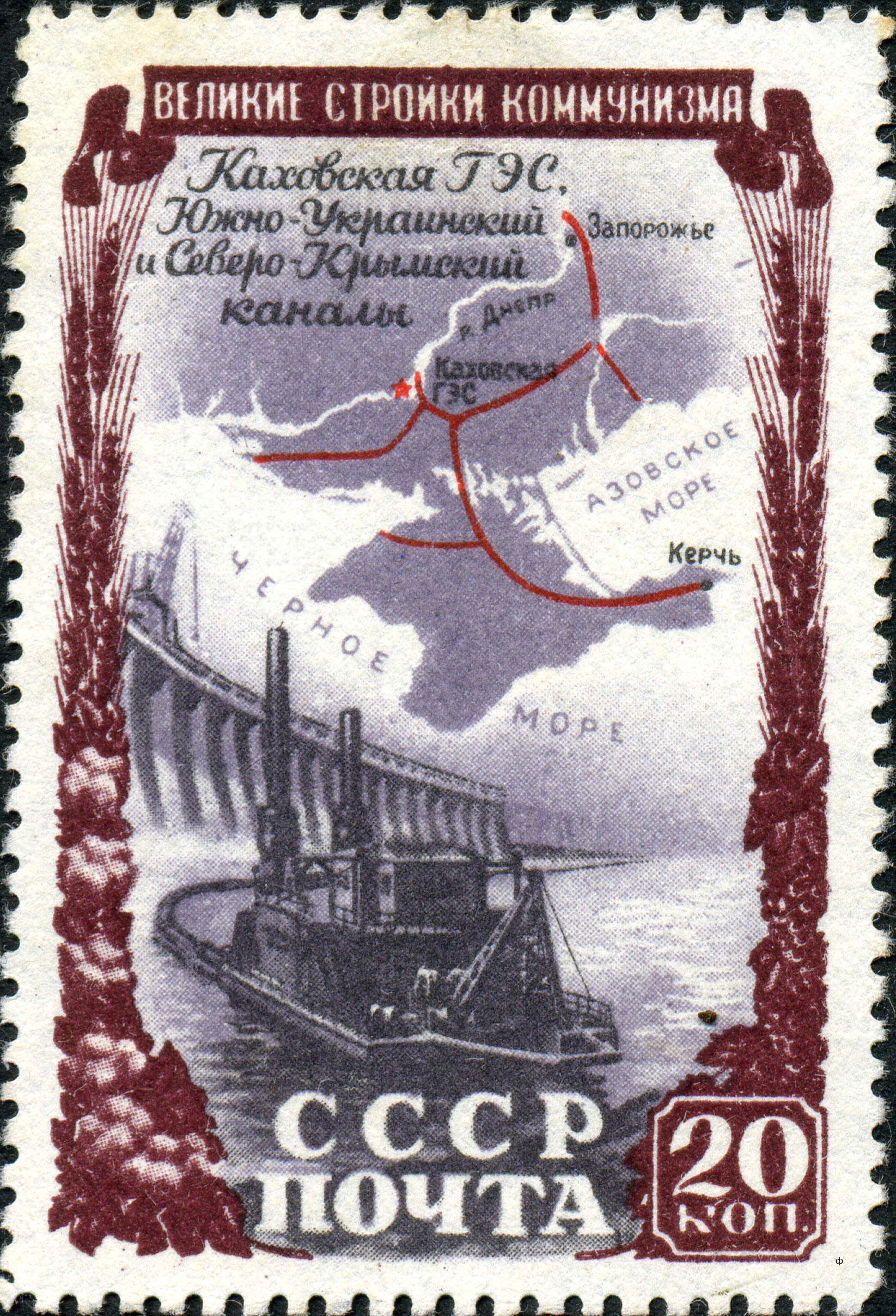
Каховская ГЭС, Южно-Украинский и Северо-Крымский каналы
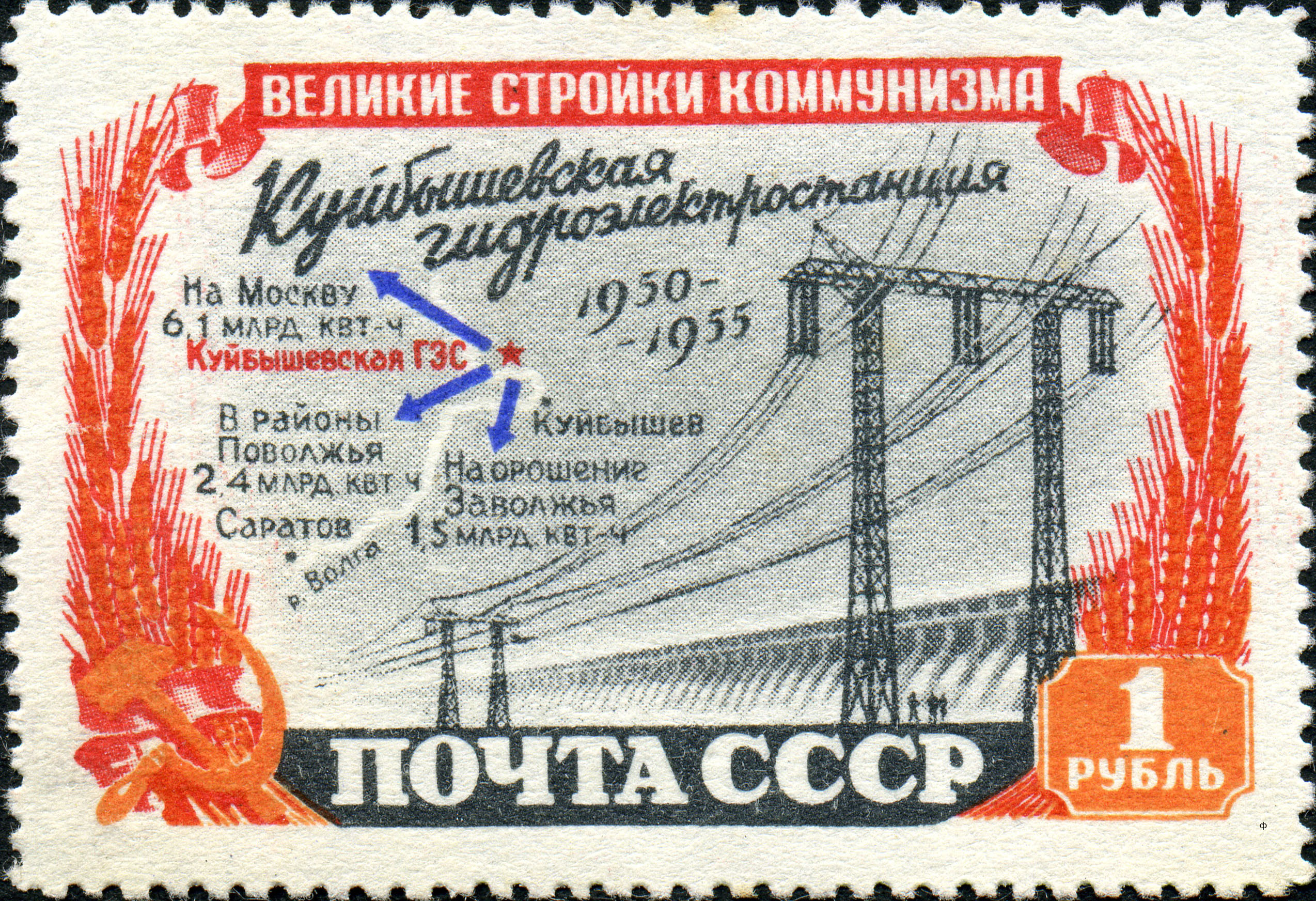
Куйбышевская ГЭС
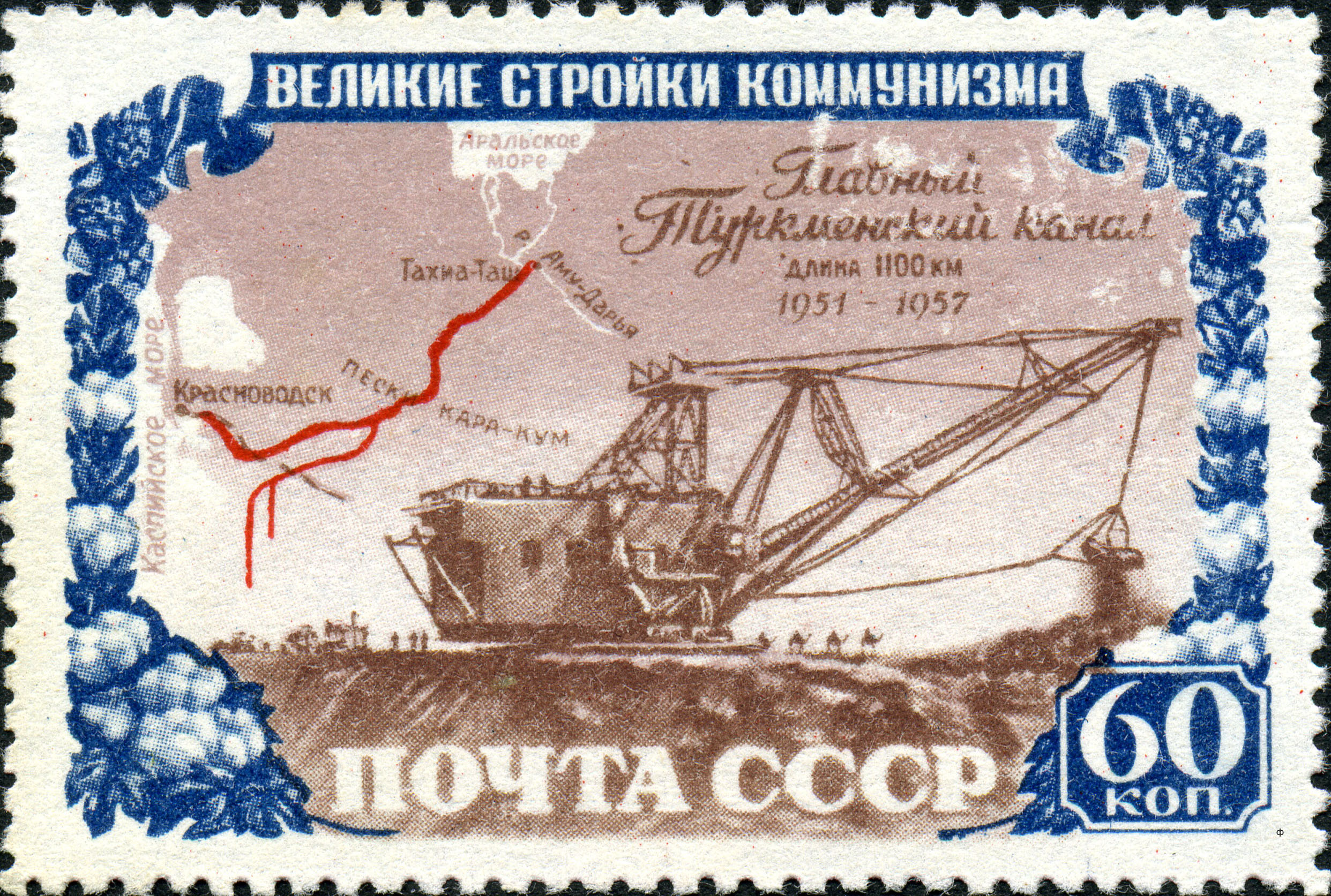
Главный Туркменский канал

Позднее выражение Стройки коммунизма стало нарицательным и часто использовалось в отношении других крупных строительных и модернизационных проектов СССР. В центральных газетах «Правда» и «Известия» в разделах под названием «Стройки коммунизма» публиковалась информация о строительстве крупных промышленных объектов, ударниках труда, победителях социалистического соревнования, давались отчёты о партийных, профсоюзных и комсомольских собраниях, о решении жилищно-бытовых вопросов строителей. В Сталинграде также выпускалась газета «Стройка коммунизма».
Отнесение объектов к Стройкам коммунизма использовалось в целях выделения наиболее значимых сооружаемых объектов народного хозяйства, концентрации производственных ресурсов для их строительства. Данные стройки характеризовали достижения социализма. Строительство конкретных народнохозяйственных объектов таким образом увязывалось с идеологемой «строительства социализма» и «коммунизма». К стройкам коммунизма, в частности, относили следующие объекты:
- Днепрогэс,
- Братская ГЭС,
- Беломорско-Балтийский канал,
- Волго-Балтийский водный путь,
- «Магнитка»,
- Байкало-Амурская магистраль.

В советское время стройки коммунизма воспевались в художественной литературе, поэзии, изобразительном искусстве, кинематографе и печатной пропаганде. Дух строек коммунизма коснулся архитектуры (Сталинский ампир) и монументального искусства.

## Строительство гидроэлектростанций
Общая мощность построенных в рамках общего плана гидроэлектростанций составила более 4 млн кВт. Куйбышевская и Сталинградская ГЭС на период строительства были крупнейшими по мощности ГЭС в мире и превосходили самые большие на тот период гидроэлектростанции США (Гранд-Кули и Боулдер-Дам).
| Гидроэлектростанция                                                                       | Установленная мощность, тыс кВт | Выработка в средний по водности год, млрд квт·ч | Год сооружения |
| ----------------------------------------------------------------------------------------- | ------------------------------- | ----------------------------------------------- | -------------- |
| Куйбышевская ГЭС                                                                          | 2000                            | около 10                                        | 1955           |
| Сталинградская ГЭС                                                                        | 1700                            | 10                                              | 1956           |
| Каховская ГЭС на Днепре                                                                   | 250                             | 1,2                                             | 1957           |
| Цимлянская ГЭС на Дону                                                                    | 160                             | —                                               | 1952           |
| Тахиаташская ГЭС на Аму-Дарье и две ГЭС на Главном Туркменском канале (построены не были) | 100                             | —                                               | 1957           |

## Сооружение крупных оросительных систем и судоходных каналов
В соответствии с особенностями планового хозяйства в СССР строительство гидротехнических сооружений реализовывалось в рамках комплексной программы, учитывающей интересы всех отраслей народного хозяйства: гидроэнергетики, орошения и обводнения, водного транспорта, водоснабжения и других. Значительная часть электроэнергии ГЭС была направлена на орошение и электрификацию сельского хозяйства. В рамках реализации объектов Великих строек коммунизма было орошено и обводнено более 28 млн га земель.
| База орошения и обводнения | Протяжённость магистральных каналов, км | Площадь орошаемых земель, млн га | Площадь обводняемых земель, млн га |
| --- | --------------------------------------- | -------------------------------- | ---------------------------------- |
| Куйбышевская ГЭС | —                                       | 1,0                              | -                                  |
| Сталинградская ГЭС | 600                                     | 1,5                              | 11,5                               |
| Главный Туркменский канал от Аму-Дарьи до Красноводска и оросительные системы в районах низовьев Аму-Дарьи, Западной Туркмении и пустыни Кара-Кум | 1100                                    | 1,3                              | 7                                  |
| Каховская ГЭС, Южно-Украинский и Северо-Крымский каналы и оросительные системы в районах юга Украины и Северного Крыма                            | 550                                     | 1,5                              | 1,7                                |
| Волго-Донской судоходный канал и оросительные системы в прилегающих районах                                                                       | 190                                     | 0,75                             | 2                                  |
| Итого | —                                       | 6,05                             | 22,2                               |